# 삼흥천
삼흥천(三興川)은 인천광역시 강화군 양도면 삼흥리 진강산과 덕정산에서 발원하여 양도면 건평리에서 황해로 유입하는 하천이다. 용내 또는 용내천이라고도 불렸다. 양도면 삼흥리에서 하구 인근까지 2.90 km 구간은 지방하천으로 관리되고 있다.

## 지류
- 삼흥천
  - 존강천: 강화군 양도면 삼흥리에서 시작하여 북서쪽으로 흐르다가 양도면 건평리에서 삼흥천으로 합류하는 하천으로, 2.214 km 구간은 강화군의 소하천으로 관리되고 있다.[3] 진강산에서 발원한다.[4] 존강(存江)은 삼흥1리의 마을 이름으로, 조선 중기부터 종강동(宗江洞) 또는 존강동으로 기록되었다.[5]
  - 인산천

## 참고 문헌
- 김병욱 외 (2015). 《인천의 지명 (하)》. 인천: 인천광역시 시사편찬위원회.